# Сюй Фу

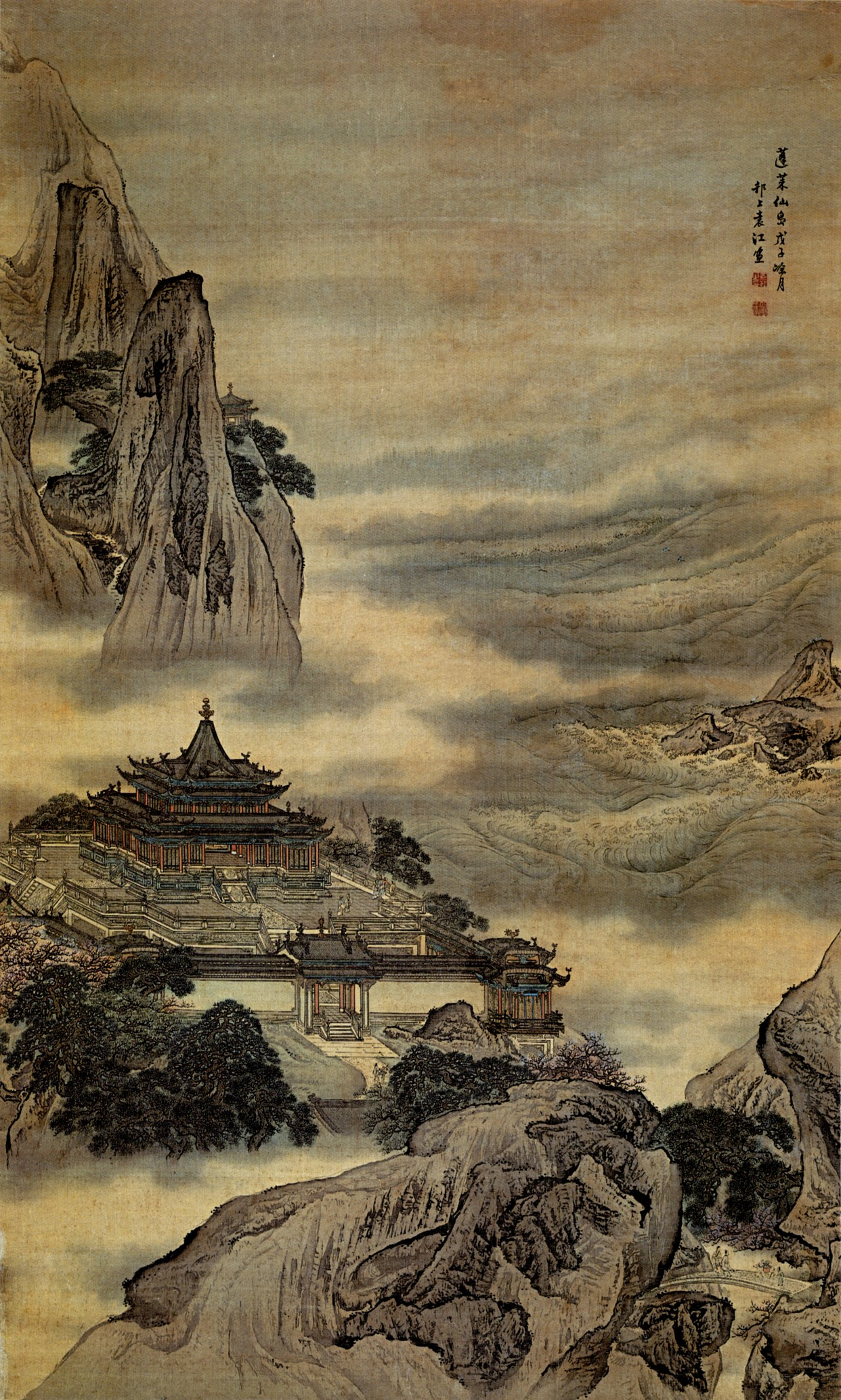
Гора Пенлай

Сюй Фу (кит. трад. 徐福 або 徐巿, піньїнь: Xú Fú, трад. 徐福або 徐巿, піньінь: Xú Fú) народився в 255 році до н. е. в царстві Ці, під час імперії Цінь він був магом і ворожбитом при імператорському дворі. Імператор Цінь Ши Хуан-ді двічі посилав його в експедицію східними морями з метою знайти еліксир безсмертя.  Ці експедиції проводилися в 219 і 210 роках до н. е.. Вважається, що його флот складався з 60 кораблів з командою чисельністю 5000 матросів, на кораблях було 3000 дівчаток і хлопчиків , а також ремісники з різними навичками. Після другої експедиції він не повернувся.  У літературі можна знайти чимало припущень, що він висадився в Японії і незабаром там помер. 

## Подорож
Імператор Цінь Ши Хуан-ді дуже боявся смерті і саме тому хотів знайти спосіб вічного життя. Він доручив Сюй Фу організувати пошуки секретів безсмертя. У 219 році Сюй Фу організував експедицію, в якій брало участь 300 неповнолітніх дівчаток і хлопчиків до гори Пенлай в океані, де повинні були жити небожителі, в тому числі Аньци Шен. Метою експедиції було розшукати еліксир безсмертя. Кілька років він мандрував морями, але так і не знайшов гори Пенлай. Коли в 210 році імператор запитав його про результати пошуків, Сюй Фу розповів, що шлях не можна було подолати, оскільки він охоронявся гігантськими рибами. Для того, щоб вбити риб, були потрібні хороші лучники. Імператор погодився, і дав в його розпорядження лучників. Сюй Фу знову вийшов в море, але назад уже не повернувся. У Ши цзи йдеться, що він прибув у рівнинну місцевість з великими болотами (平原廣澤), де оголосив себе царем і не став повертатися назад. 

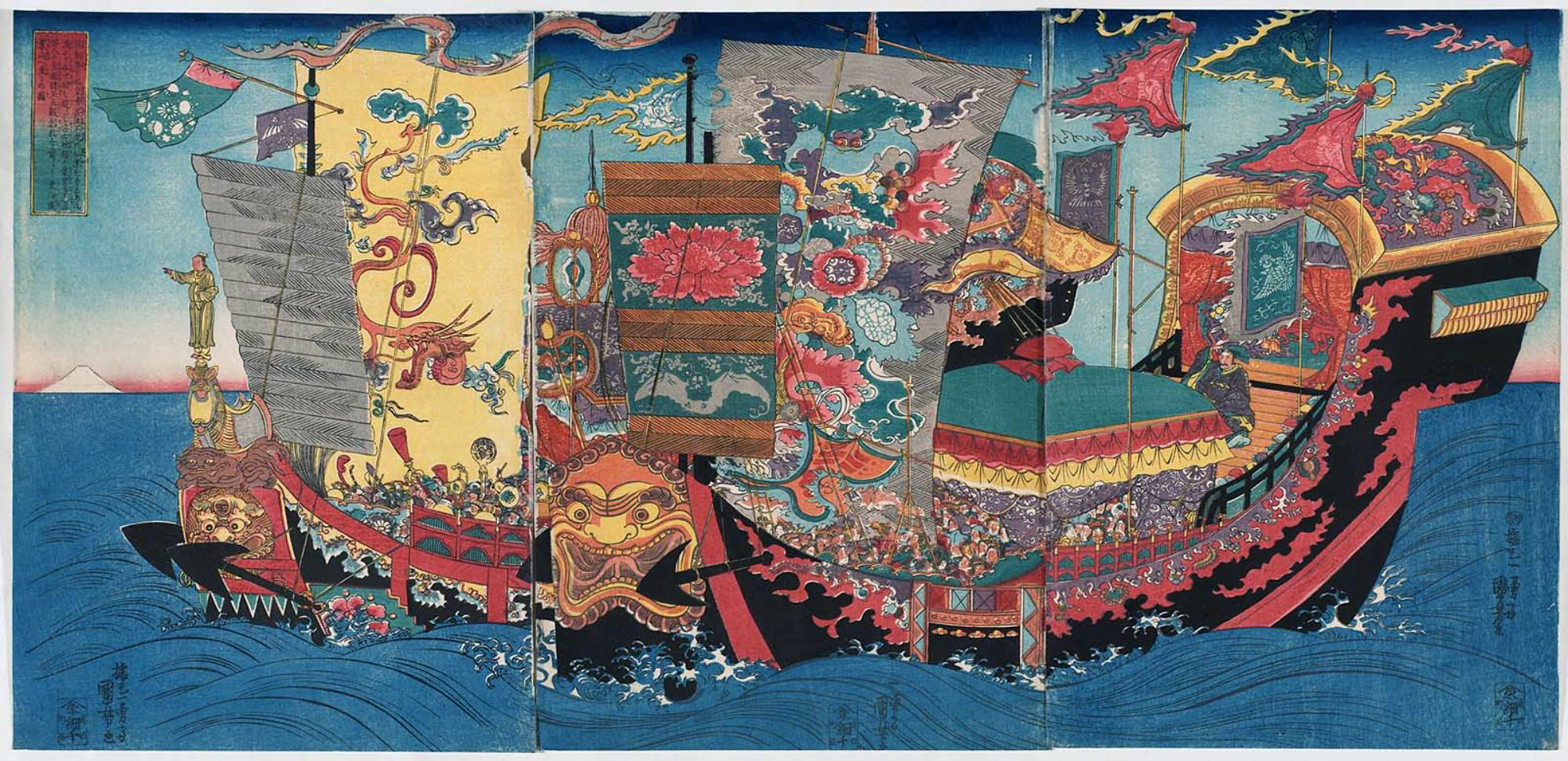
Експедиція з пошуків еліксиру безсмертя.

Пізні історичні хроніки також не дають точної інформації про місце, де висадився Сюй Фу. Саньґочжи, Хоу Ханьшу (історія пізньої династії Хань), Гуаді чжи називають місце, де він висадився, "Даньчжоу" (亶州), однак розташування Даньчжоу не вказується. Лише через 1100 років монах Ічу династії Пізня Чжоу (951-960) написав, що Сюй Фу висадився в Японії, і ототожнив гору Фудзі з горою Пенлай. Ця легенда поширилася в Японії, де виникли меморіали Сюй Фу. 

## Японська теорія

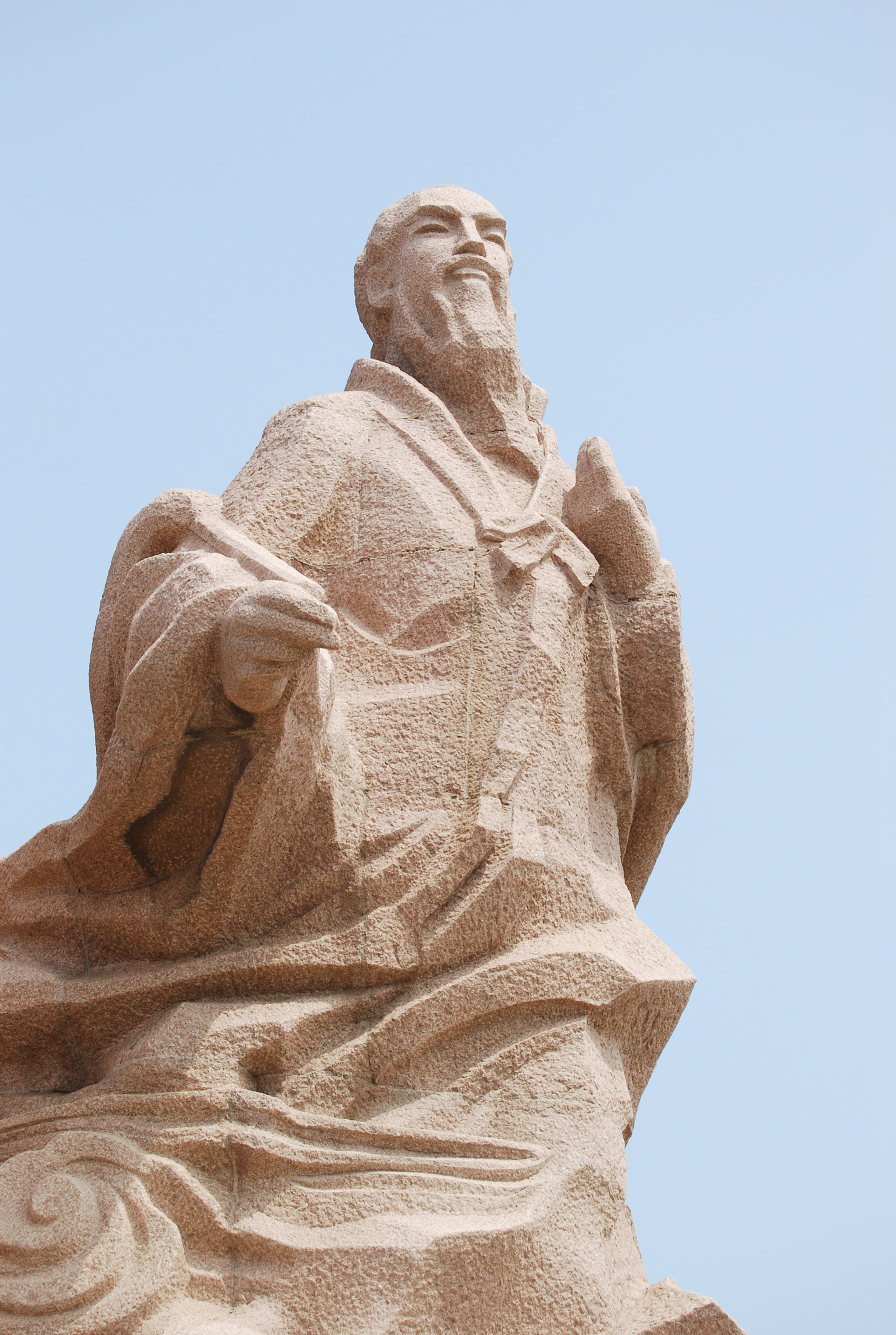
Пам'ятник Сюй Фу

Ті, хто вважають, що Сюй Фу висадився в Японії, припускають, що його місія дала поштовх розвитку стародавньої японської цивілізації. Близько 300 до н. е. зникає культура Дзьомон, і прихильники японської теорії вважають, що саме Сюй Фу приніс нові технології і рослини, які дозволили поліпшити рівень життя. В Японії виникло поклоніння Сюй Фу як божеству землеробства, медицини та шовку. 
У Сюйчжоу, неподалік від Янчжоу, створений "Інститут досліджень Сюй Фу" при театральному училищі Сюйчжоу. 